# قيم بيئية (مجلة)
بدأت مجلة «قيم بيئية» كدورية علمية فصلية ترتبط بشكل وثيق مع حركة الاقتصاد البيئي، لكنها راسخة في الاستناد إلى الإخلاقيات التطبيقية. تغطي المجلة الموضوعات التالية: فلسفة، اقتصاد (علم)، السياسة، علم الاجتماع، الجغرافيا، علم الإنسان والبيئة، وغيرها من التخصصات التي تتعلق ببيئة البشر وغيره من الأنواع، حاضراً ومستقبلاً تأسست المجلة عام 1992، وكان يرأس تحريرها آلان هولاند حتى عام 2007، ثم أصبح رئيس تحريرها كليف سباش.
عام 2013، توسعت المجلة لتشمل 6 قضايا سنوياً. وكان هذا التوسع نتيجة زيادة شعبيتها وثباتها في مجال عملها. إذ صعد مؤشر ترتيبها في دليل العلوم على الإنترنت من 0.3 عام 2002 إلى 1.5 عام 2012.
تشمل المواضيع التي تغطيها المجلة إدارة الجماليات، التنوع الحيوي، علم الأحياء الاصطناعية، تراجع النمو، المعاملة الاخلاقية للحيوانات، وأجيال المستقبل، تغيّر المناخ بفعل الإنسان، الهندسة الجيولوجية، التقييم الاقتصادي، اقتصاد السوق، التفضيلات، الحقوق والمسؤوليات والمخاطر وعدم اليقين.

## روابط خارجية
- الموقع الرسمي